# The Touch (Band)
The Touch war eine Jazz-Funk-Band, die Anfang der 1980er Jahre in Frankfurt am Main gegründet wurde. Produziert und gefördert wurde die Band von Frank Farian.
Die Band bestand aus den Mitgliedern Terence Trent D’Arby (Gesang), Marc Burton (Rhythmusgitarre), Frank Itt (Bass), Detlef Vogel (Leadgitarre, Keyboards), Benny Braun (Schlagzeug), Stefan Lupp (Keyboards), Mike Williams (Trompete, Flügelhorn) und Peter Wolf (Saxophon). Die Band machte sich mit eigenen Kompositionen und besonders durch ihre Live-Performances schnell einen Namen im deutschsprachigen Raum. Der Jazz-Funk-Sound von The Touch entsprach dem Zeitgeist einer sehr selektiven Funkszene jener Jahre, die Bands wie Incognito, Brand New Heavies, Level 42, Defunkt und andere Vertreter dieses Genres hervorbrachte, die jedoch mehr Erfolg durch kommerziellere Stücke hatten.
1983 gewann die Band den Preis der Deutschen Phono-Akademie.
Terence Trent Darby verließ die Band Anfang 1984 und startete kurz darauf mit veränderter Schreibweise seines Namens als Terence Trent D’Arby eine international erfolgreiche Karriere als Solokünstler. Mittlerweile nennt er sich Sananda Maitreya. The Touch ersetzte ihn durch die Sängerin Chicquita Codling. Die Gruppe löste sich 1986 auf, die einzelnen Musiker haben sich seitdem eigenen Projekten gewidmet.
Die Studioaufnahmen der Band erschienen bei kleineren Plattenfirmen, was wohl auch ein Grund für den eher mäßigen kommerziellen Plattenerfolg war. 1989, drei Jahre nach Auflösung, veröffentlichte Frank Farian jedoch frühere Aufnahmen der Band mit dem Album Early Works in teilweise neu gemischter Fassung bei Polydor. Das Repertoire der Band bestand neben vielen kraftvollen Stücken auch aus einfühlsamen Balladen, die von Terence Trent Darby in seiner markanten Art gesungen wurden.

## Diskografie
- 1983: Get Up and Run (Single, zusätzliche VÖs 1984 und 1985)
- 1984: Love on Time (EP)
- 1989: Early Works (Album, Polydor)

## Auszeichnungen
- 1983: Preisträger im Pop-Nachwuchsfestival der Deutschen Phono-Akademie in der Sparte Rock mit Abschlusskonzert (inkl. Fernsehaufzeichnung) in Würzburg